# Leland Stanford
Amasa Leland Stanford (Watervliet, 9 marzo 1824 – Palo Alto, 21 giugno 1893) è stato un politico statunitense.

## Biografia
Fu l'ottavo governatore della California dal 10 gennaio 1862 al 10 dicembre 1863 e senatore per la California dal 4 marzo 1885 al 4 marzo 1893. Importante uomo d'affari e direttore della Central Pacific Railroad, perse un figlio omonimo, Leland Stanford Jr., in giovane età (1884) e fondò perciò in suo nome, insieme alla moglie Jane, la Stanford University (1885).
Stanford muore nel 1893 e viene sepolto nel mausoleo di famiglia a Palo Alto, California.